# Yıldız Tilbe

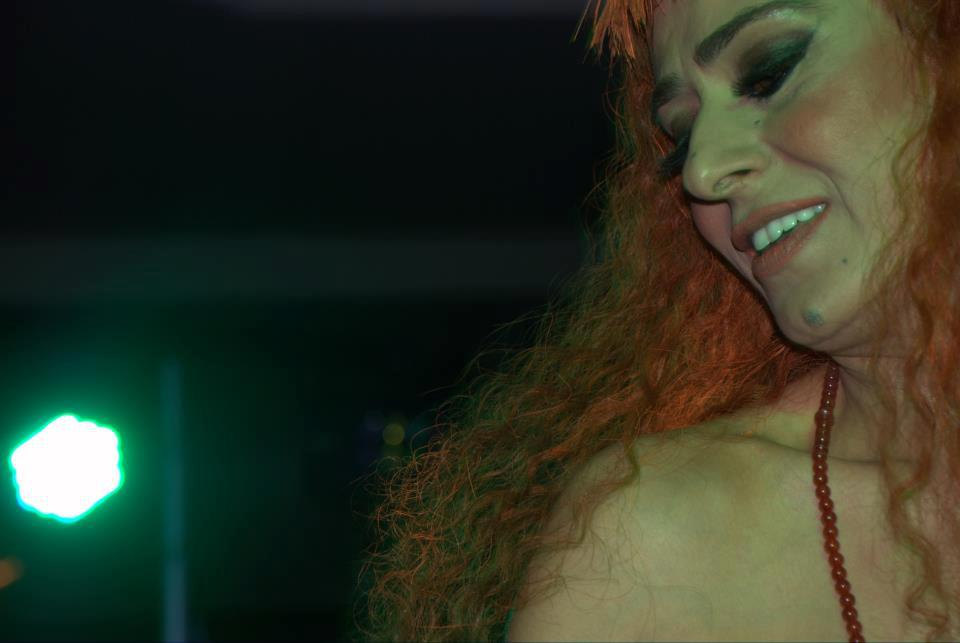
Yıldız Tilbe (2014)

Yıldız Tilbe (* 16. Juli 1966 in Konak, Provinz Izmir) ist eine türkische Sängerin und Songwriterin.

## Leben und Karriere

### Kindheit und Werdegang
Yıldız hat kurdische Wurzeln, die sie allerdings als nicht relevant bezeichnet. Sie wurde als jüngstes von sechs Geschwistern in einem Armenviertel Izmirs geboren. Ihr Vater Ali stammt aus der Provinz Ağrı, ihre Mutter Altun aus der Provinz Tunceli. Im Jahre 1985 brach sie das Gymnasium ab und heiratete. Aus dieser Ehe hat sie eine Tochter. Die Sängerin İntizar ist ihre Cousine.

### Karriere
Sie begann 1990, zuerst auf Hochzeiten, später in Nachtclubs zu singen. 1991 wurde sie von Sezen Aksu entdeckt und zog auf deren Einladung hin nach İstanbul. Dort arbeitete sie auf Wunsch Aksus neun Monate lang als ihre Backgroundsängerin und anschließend drei bis vier Jahre in Nachtclubs von Istanbul.
In Istanbul knüpfte Tilbe Kontakte und schaffte 1994 mit dem Stück Delikanlım ihres gleichnamigen ersten Albums den Einstieg ins Musikgeschäft. Es folgte ihr zweites Album Dillere Destan.
2002 schaffte Tilbe nach ca. 8 Jahren ein Comeback. Das Album Haberi Olsun wurde zu einem der besten Alben des Jahres gewählt. Ihr 7. Album Yürü Anca Gidersin ist bisher ihr erfolgreichstes Album. Es wurde in der Türkei zum besten Album des Jahres gewählt, das Lied Çabuk Olalım Aşkım zum besten Lied und sie selbst zur besten Popsängerin bei den Kral Türkiye Müzik Awards.
In den Jahren 2004 und 2006 gewann sie jeweils einen Altın Kelebek Award.
Im Jahr 2018 erschien das Tributealbum Yıldız Tilbe'nin Yıldızlı Şarkıları, auf welchem bekannte Künstler wie Aleyna Tilki, Merve Özbey oder Edis Songs von Tilbe neu aufnahmen. Das Album wurde im selben Jahr mit einem Altın Kelebek Award in der Kategorie Bestes Musikprojekt ausgezeichnet.
In ihrer bisherigen Musiklaufbahn machte sie mit weiteren zahlreichen Hits wie Sana Değer, Vazgeçtim, Haberi Olsun, Aşk Laftan Anlamaz Ki, Yürü Anca Gidersin, Çat Kapı, Ama Evlisin oder Hasbelkader auf sich aufmerksam.
Yıldız Tilbe schreibt auch Texte für andere Künstler, z. B. Gülben Ergen, Tarkan oder Deniz Seki.

## Kontroverse
Im Jahr 1996 wurde sie wegen Cannabiskonsums festgenommen.
Während der Operation Protective Edge im Juli 2014 teilte sie auf Twitter antisemitische Botschaften mit, unter anderem „Möge Gott Hitler segnen, er tat sogar ihnen sogar weniger an, als nötig gewesen wäre“ und „So Gott will, werden es wieder Muslime sein, die das Ende dieser Juden herbeiführen, es ist nah“.
2016 bestätigte Tilbe ihre Befürwortung des Völkermordes an den Juden, indem sie Andeutungen zur köstlichen Seife machte, nachdem Türkcell eine Werbekampagne mit ihr nach Kritik der jüdischen Gemeinde in der Türkei eingestellt hatte.

## Diskografie

### Alben
| - 1994: Delikanlım - 1995: Dillere Destan - 1996: Aşkperest - 1998: Salla Gitsin Dertlerini - 2001: Gülüm - 2002: Haberi Olsun - 2003: Yürü Anca Gidersin - 2004: Yıldız'dan Türküler - 2005: Papatya Baharı - 2008: Güzel | - 2009: Aşk İnsanı Değiştirir - 2010: Hastayım Sana - 2011: Oynama - 2013: Yeniden Eskiler Arabesk - 2014: Şivesi Sensin Aşkın - 2016: Oynat - 2018: Bir Seni Tanırım - 2018: Kış Gülleri - 2020: Seninle Derdim Çok |

### Livealben
- 2022: Harbiye Konseri, Vol. 1 & 2
- 2024: Ülker Arena Konseri 2024

### EPs
- 2004: Sevdiğime Hiç Pişman Olmadım
- 2006: Tanıdım Seni
- 2015: Yıldız Tilbe 2015
- 2017: Sevgililer Günü
- 2024: Ben Bir Şarkıyım

### Singles
| - 1994: Delikanlım - 1994: Çal Oyna - 1994: Sana Değer - 1995: Sevemedim Ayrılığı - 1995: Dillere Destan - 1995: Vazgeçtim - 1996: Havalım (produziert von Tarkan) - 1996: Mühür Gözlüm - 1996: Aşkperest - 1996: Dayan Yüreğim - 1996: El Adamı - 1997: Aşk Yok Olmaktır - 1997: Dili Ballım - 1998: Salla Gitsin Dertlerini - 1998: Vursalar Ölemem - 1999: Gel Ha Böyle - 1999: Geçti Dost Kervanı - 2001: Bin Dereden Su Getirsem Arınamazsın - 2001: Yar Yar - 2002: Haberi Olsun - 2002: Aşk Laftan Anlamaz Ki - 2003: Ummadığım Anda - 2003: Yürü Anca Gidersin - 2003: Çabuk Olalım Aşkım - 2003: Ama Evlisin - 2004: Emi - 2004: Çat Kapı - 2004: Sunam - 2004: Karpuz Getir Yiyeyim - 2004: Yar Ali Senden Medet - 2004: Ay Işığında - 2004: Sevdiğime Hiç Pişman Olmadım - 2004: Değerini Bilmek Gerekir Aşkın - 2005: Papatya Baharı - 2005: Yar Yanına Geleceğim - 2006: Seni O Sanmıştım - 2006: Sor - 2006: Tanıdım Seni - 2006: Su Olsam Sensiz Akmam - 2007: Gül Zamanı - 2008: Ben Senin Var Ya - 2008: Aşk Bir Kahkaha - 2008: Bize Madalya Yakışır - 2008: Dünden Bugüne - 2009: Anma Arkadaş - 2009: Metris - 2009: Gel Gör Beni Aşk Neyledi - 2010: Hastayım Sana - 2010: Bu Evde Sen'le - 2010: Sevgilim Benim (Seni Düşüneceğim) - 2011: Oynama | - 2011: Daha Delikanlı - 2012: Aşkımı Sakla - 2013: Sana Kalbim Geçti - 2013: Tek Sevenim Sen Olsan - 2013: Aşkınla Ölsemde Perişan Değilim - 2014: Yar Sevme - 2014: Severim Ama Güvenmem - 2014: Şivesi Senin Aşkın - 2015: Cıs Yanarsın - 2015: Aşk Hikayesi - 2016: Al Sana 14 Şubat - 2016: Oynat - 2016: Kardelen - 2016: Aşkım Aşkım - 2017: Sevgililer Günü - 2017: Yemin Mi Ettin - 2018: Taraf - 2018: Kış Gülleri - 2018: Dağıldım Biraz - 2019: Sen Aşıksın Bana - 2019: Sen Aşk Mısın, Sevda Mısın - 2019: Mutluluğun Bedeli - 2019: Arayacaksın Ayrılınca - 2019: O Benim Aslanım - 2020: O Kız - 2020: Seninle Derdim Çok - 2021: Peşindeyim Koşa Koşa - 2022: Kendimi Çağırıyorum - 2022: Birden Çıksan Karşıma - 2022: Bugün Ben Şahımı Gördüm - 2023: Kapat Şu Perdeyi - 2023: Na Nura Ne - 2023: Ağlamam Gülersen - 2023: Dizine Dursun - 2024: Kalbimden Çıkmıyorsun - 2024: Yalnızlık Eski Bir Ustadır - 2024: Bayılıyorum - 2024: Ben Bir Şarkıyım Söz Müzik Sensin - 2024: Bakınca Görünüyorsun - 2024: Ben Mi Aşk Mı - 2024: O Zaman - 2024: Hepsi Aşktan - 2024: Aşkımın Yanlışı - 2024: Yakın Arkadaş - 2025: Hep Mi Eyvallah - 2025: Birden Çıksan Karşıma - 2025: Hiç Vermicem - 2025: Belli Mi Olur - 2025: Sana Aşk Olsun - 2025: Aynı Değil Mi - 2025: Sevmek Çok Güzel |

Quelle:

### Gastbeiträge
| - 1993: Okşa Beni (mit Cem Özer) - 1994: Bir Kereden Hiç Bir Şey Olmaz (mit Kenan Doğulu) - 1997: Destur Çek (mit Deniz Seki) - 1997: Gel Gayrı (mit Yeşim Salkım) - 1997: Gurbet Akşamları (mit Soner Arıca) - 1997: Bugün (mit Kubat) - 1997: Giden Mi Sürgün Kalan Mı (mit Deniz Erdoğan) - 2000: Uyumam Sensiz (mit Emel Müftüoğlu) - 2001: Azılı Bela (mit Rober Hatemo) - 2003: El Ele Olsak (mit Toprak) - 2003: Yıldız Gözlüm (mit Uğur Arslan) - 2008: Sevmeyeceğim (mit Hakan Demirtaş) - 2008: Hep Seninle Olabilirim (mit Toprak) - 2008: Yürek Yaram (mit Şerif Kayran) - 2009: Eline Düştüm (mit Emir) - 2009: Üzgünüm (mit Emir) - 2011: Al Ömrümü (mit Kıvırcık Ali) - 2012: Hani Biz (mit maNga) - 2012: Ruh İkizi (mit Hakan Altun) - 2012: Yüreğin Beni Isterse (mit Ali Güven) - 2012: Leyla (mit Onur Kırış) - 2013: Gitme Kal (mit Ragga Oktay) - 2013: Çadır (mit Derviş) - 2014: Bilmece (mit Deniz Açılmış) - 2014: Lütuf Mucize (mit Mert Kayıkçıoğlu) - 2014: Derdin Ne (mit Mustafa Arapoğlu) - 2014: İki Yüzlüler (mit Tarık Mengüç) | - 2014: Sarhoş Gibiyim (mit Ahmet Selçuk İlkan) - 2015: Yaylı Yatak (mit Emir) - 2016: Seni Sevmekten Bıkmayacağım (mit Atilla Atasoy) - 2017: Yine Sevebilirim (mit Tuna Kiremitçi) - 2017: Unutamazsın (mit Fikret Dedeoğlu) - 2017: Ağla Gönlüm (mit Toprak) - 2017: Ben Köylüyüm (mit Hakkı Bulut) - 2017: Havalı Yarim (mit Serdar Ortaç) - 2018: Bir Seni Tanırım (mit Ozan Çolakoğlu) - 2018: Bizim Oralar (mit Çetin Çeto) - 2019: Gelse De Ayrılık (mit Tuna Kiremitçi) - 2019: Yana Yana (mit Murat Başaran) - 2019: Korktum Deseydin (mit Serdar Ayyıldız) - 2020: Yavaş Yavaş (mit Mazlum Çimen) - 2020: Hasbelkader (mit Bilal Sonses) - 2022: Yaşa Ve Gör (mit RamZan) - 2022: Böyle Halim (mit Hakan Taşıyan) - 2022: Firari (mit Oğuz Yılmaz) - 2023: Bi' Tek Ben Anlarım (mit KÖFN) - 2023: Öyle Kal (mit Yener Çevik) - 2023: Aşktan Giderken (mit Mustafa Ceceli) - 2023: Bambaşka Yollara (mit Burak Bulut) - 2024: Ben Seninle Mutluyum (mit Halodayı) - 2024: Bırakma Beni (mit Metin Şentürk) - 2024: Bu Delikanlıyı Unutamazsın (mit Rober Hatemo) - 2024: Canım Benim (mit Çılgın Sedat) - 2025: Senden Başka Bir Şey Bulamam (mit Zeyd) |

### Songwriting (Auswahl)
- 1994: Kış Güneşi (von Tarkan)
- 1995: Bozuyorum Yeminimi (von Hazal)
- 1997: Kop Gel Günahlarından (von Deniz Seki)
- 2001: Vazgeçmem (von Ebru Gündeş)
- 2003: Seni Sana Bırakmam (von İbrahim Tatlıses)
- 2004: Kandıramazsın Beni (von Gülben Ergen)
- 2006: Lay La Lay Lalay (von Gülben Ergen)
- 2006: Senden Çok Var (von Rober Hatemo)
- 2010: İşim Olmaz (von Tarkan)
- 2012: Sudan Sebep (von Emir)
- 2012: Favori Aşkım (von Ziynet Sali)
- 2018: Beni Sev (von Hande Yener)
- 2021: Olsun (von Hadise)
- 2021: Sevgilim (von Murat Boz)

## Filmografie
Filme
- 2018: Benim Adım Osssman

Serien
- 2018: Jet Sosyete

## Auszeichnungen
- 2004: Altın Kelebek Award in der Kategorie Beste Pop-Sängerin
- 2004: Kral Türkiye Müzik Award in der Kategorie Beste Pop-Musikerin
- 2005: Kral Türkiye Müzik Award in der Kategorie Beste türkische Volksmusikerin
- 2006: Altın Kelebek Award in der Kategorie Beste türkische Volksmusikerin